# Rimski-Korsakovarchipel

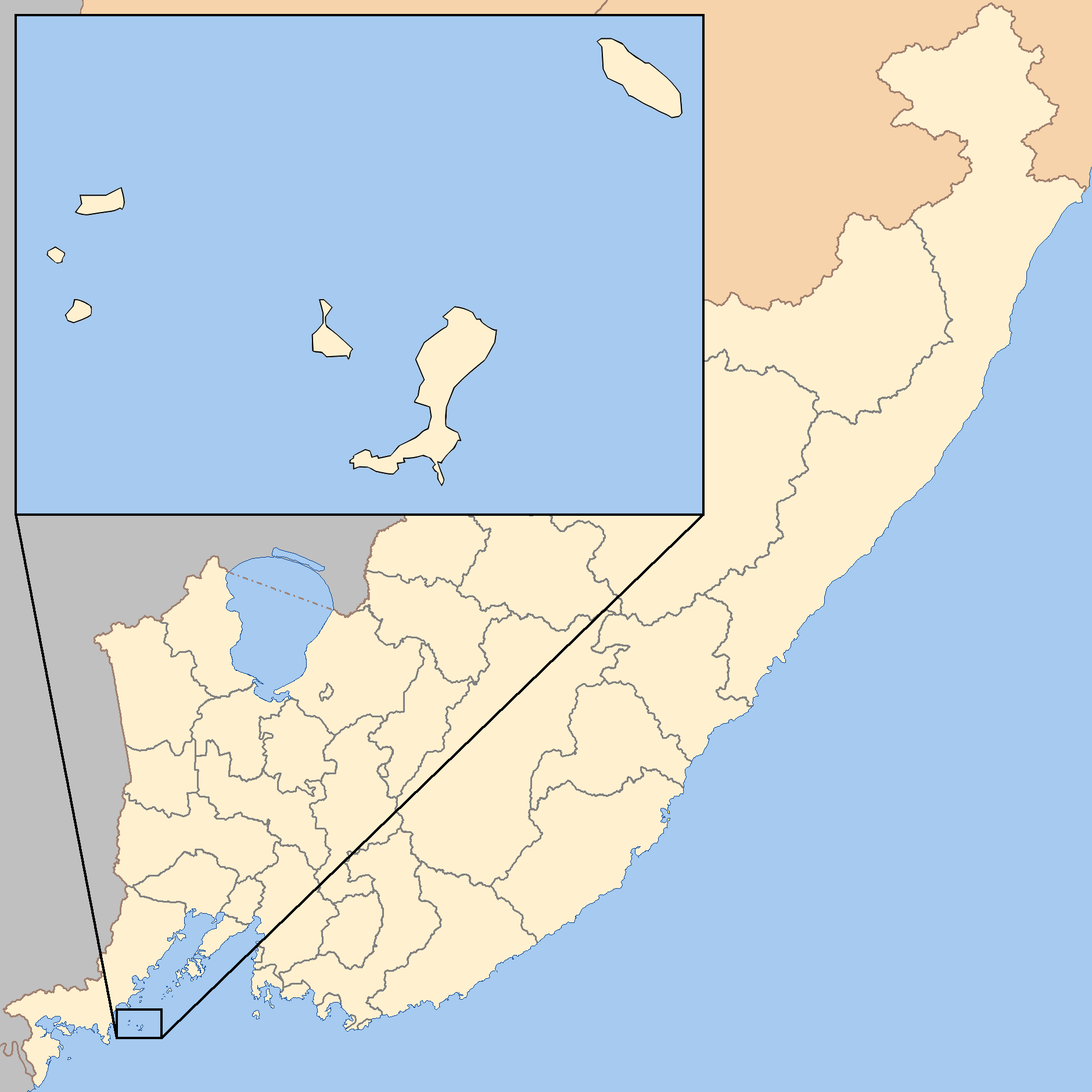
Locatie in kraj Primorje

De Rimski-Korsakovarchipel (Russisch: Архипелаг Римского-Корсакова; Archipelag Rimskogo-Korsakova) is een archipel in het westelijk deel van de Baai van Peter de Grote, die onderdeel vormen van de Russische kraj Primorje. De archipel bestaat uit 6 grote eilanden (Stenina, Bolsjoj Pelis, Matvejeva, Doernova, Gildebrandta en De-Livrona) en tientallen kleinere eilandjes en klippen (kekoeri). Bolsjoj Pelis is met een oppervlakte van 4 km² het grootste eiland.
De eilanden werden ontdekt door Franse walvisvaarders in 1851 en een jaar later beschreven door zeevaarders van de Franse brik Caprice. Zij gaven het de naam Iles Pelees; "naakte eilanden". Twee jaar later, in 1854, werden de eilanden onderzocht door de Russische bemanningen van het fregat Pallada en de schoener Vostok en Korsakoveilanden genoemd. De bemanning van de Russische klipper Strelok tekende in 1859 echter de Franse naam in op een kaart van het gebied. Van 1862 tot 1863 werden de eilanden gedetailleerd onderzocht door een expeditie onder leiding van luitenant-kolonel Vasili Babkin van het korps van vlootstuurmannen, die het haar huidige naam gaf, naar de achternaam van de bevelhebber van de schoener Vostok Voin Rimski-Korsakov.